# Jesse Smith
Jesse Aaron Smith (Kailua, 27 de abril de 1983) é um jogador de polo aquático estadunidense, medalhista olímpico.

## Carreira
Smith disputou quatro edições de Jogos Olímpicos pelos Estados Unidos: 2004, 2008, 2012 e 2016. Seu melhor resultado foi a medalha de prata nos Jogos de Pequim.